# 中園隆一郎
中園 隆一郎（なかぞの りゅういちろう、1978年2月3日 - ）は、福岡県出身のバスケットボール選手である。ポジションはフォワード。身長190cm、体重82kg。

## 来歴
柏陵高校から福岡大学を経て、地元のクラブチームである福太郎クラブでプレー。2005年には全日本クラブ選手権優勝に貢献。全日本社会人バスケットボール選手権大会にも出場した。
2007年より地元からbjリーグに参入するライジング福岡よりドラフト2巡目（全体5位）指名を受け入団。
2008年、鹿児島情報高等学校教員に赴任するとともにJBL2に参加するレノヴァ鹿児島（現鹿児島レブナイズ）に移籍。2011年から2014年までの3シーズンキャプテンを務めた。
2014年、豊田通商ファイティングイーグルス名古屋に移籍。
2016年オフ、古巣である鹿児島レブナイズに復帰。2018年5月10日、2017-18シーズンをもって現役を引退することを発表した。

## 経歴
- 柏陵高校 - 福岡大学 - 福太郎クラブ（2000年〜2007年） - ライジング福岡（2007年〜2008年） - レノヴァ鹿児島（2008年〜2014年） - 豊田通商名古屋（2014年〜2016年） - 鹿児島レブナイズ（2016年〜2018年）